# Ернст Роберт Курціус
Ернст Ро́берт Ку́рціус (нім. Ernst Robert Curtius; 14 квітня 1886, Танн (Ельзас, Німецька імперія; нині — у французькому департаменті Верхній Рейн) — 19 квітня 1956, Рим) — німецький філолог, перекладач, фахівець з романських літератур. Внук історика і археолога Ернста Курціуса (1814—1896).

## Біографія
Син прусського чиновника та швейцарської аристократки, нащадок вихідців з вільного міста Любека. Народився в Ельзасі. Навчався в Кольмарі та Стразбурзі. Захистив дисертацію в Бонні (1913), потім викладав у Марбурзькому та Гайдельберзькому університеті. В 1929—1951 роках викладав неолатинську літературу в Боннському універстеті. На рубежі 1920-1930-х років між ним і Карлом Маннгеймом відбулася гостра дискусія про «інтелігенцію, що вільно ширяє» та про межі соціології знання.

## Творчість
Орієнтиром для Курціуса завжди залишався Гете як втілення європейського духу, його універсалізм, відкритість, зв'язок з минулим. Водночас він постійно цікавився актуальним письменством, підтримував контакти з сучасними письменниками: писав про Пруста і Джойса, перекладав Т. С. Еліота, Андре Жіда, Гільєна, був знайомий з Стефаном Георге, Томасом Манном, Максом Шелером, Жаном-Полем Сартром, листувався з Максом Ріхнером, Андре Жідом, Валері Ларбо та іншими. Був близький до дослідницької стратегії Абі Варбурга, довгі роки обмінювався листами з його асистенткою Гертрудою Бінг.

## Magnum opus
1948 року опублікував свою головну працю «Європейська література і латинське Середньовіччя», присвячену античним мотивам (топосам) європейської культури. Цю працю було перекладено багатьма мовами й вона давно стала класикою гуманітаристики. Науковий підхід Курціуса в німецькій філології розвинувся в цілий напрям досліджень топосів («Toposforschung»).

## Вибрані праці
- «Die literarischen Wegbereiter des neuen Frankreich» (1919)
- «Balzac» (1923)
- «James Joyce und sein Ulysses» (1929)
- Die Französische Kultur (1931)
- «Deutscher Geist in Gefahr» (1932)
- «Europäische Literatur und lateinisches Mittelalter» (1948, англ.пер. 1953)
- «Kritische Essays zur europäischen Literatur» (1950)
- «Marcel Proust» (1952)
- «Französischer Geist im 20. Jahrhundert» (1952)
- «Gesammelte aufsätze zur Romanischen Philologie» (1960)
- «Büchertagebuch» (1960)
- «Elemente der Bildung» aus dem Nachlass herausgegeben von Ernst-Peter Wieckenberg und Barbara Picht, Beck, München 2017, ISBN 978-3-406-69760-9.

Дискусія Курціуса з Маннгаймом
- Curtius: Soziologie – und ihre Grenzen. In: Volker Meja und Nico Stehr (Hrsg.): Der Streit um die Wissenssoziologie. 2.  Band: Rezeption und Kritik der Wissenssoziologie. Frankfurt 1982, S. 417–426. Zuerst erschienen in: Neue Schweizer Rundschau 22 (Oktober 1929), S. 727–736.
- Karl Mannheim: Zur Problematik der Soziologie in Deutschland. In dsb.: Wissenssoziologie. Auswahl aus dem Werk, eingeleit. und hrsg. von Kurt H. Wolff, Berlin 1964, S. 614–624. Zuerst erschienen in: Neue Schweizer Rundschau 22 (November 1929), S. 820–829.

## Українські переклади
- Курціус Ернст Роберт. Європейська література і латинське середньовіччя. З німецької переклав Анатолій Онишко. – Л.: Літопис, 2007.

## Визнання
Почесний доктор Сорбонни. 1984 року в Бонні була заснована премія Ернста Роберта Курціуса за есеїстику.